# Odontocera fuscicornis
Odontocera fuscicornis är en skalbaggsart som beskrevs av Bates 1885. Odontocera fuscicornis ingår i släktet Odontocera och familjen långhorningar. Inga underarter finns listade i Catalogue of Life.